# Sciebo
Sciebo [ˈskiːboː] (Eigenschreibweise sciebo, Abkürzung für science box) ist ein bis (2024) auf ownCloud, nun auf Nextcloud basierender nicht-kommerzieller Filehosting-Dienst für Forschung, Studium und Lehre. Er ermöglicht die automatische Synchronisation von Daten mit verschiedenen Endgeräten („Sync“) und die gemeinsame Arbeit an Dokumenten („Share“). Der Dienst wird von 28 Hochschulen und Forschungseinrichtungen in Nordrhein-Westfalen gemeinsam betrieben und vom Land NRW gefördert. Die Daten werden ausschließlich an drei Standorten in NRW (Münster, Bonn, Duisburg-Essen) gespeichert und verarbeitet. Dadurch unterliegen die Daten dem deutschen Bundesdatenschutzgesetz.

## Geschichte
Die Idee zum Aufbau eines hochschuleigenen Cloud-Speicherdienstes als Alternative zu kommerziellen Services wie Dropbox, Google Drive etc. geht ursprünglich auf eine Initiative von Studenten der Universität Münster im Frühjahr 2012 zurück. Der Hintergrund war, dass auf solchen Speichern neben privaten auch sensible studien- bzw. arbeitsbezogene Daten abgelegt wurden und kommerzielle Dienste mit Sitz im Ausland aus Datenschutzsicht als bedenklich gelten. Zum damaligen Zeitpunkt mangelte es jedoch an Alternativen, die die Funktionalität solcher Dienste mit dem deutschen Datenschutzrecht in Einklang brachten.
Nachdem erste Erhebungen ein großes Nutzerpotential ergeben hatten, griff das Zentrum für Informationsverarbeitung (ZIV) das Thema auf und trieb es im Arbeitskreis der Leiter der wissenschaftlichen Rechenzentren in NRW (ARNW), dem Gremium der IT-Direktoren von 14 Universitäten in Nordrhein-Westfalen, voran. Im Juni 2012 wurde der Aufbau eines gemeinsam betriebenen privaten on-premise sync & share Cloud-Speicherdienstes für alle Hochschulen in NRW (mit potentiell 500.000 Nutzern) beschlossen. Das ZIV übernahm dabei die Projektleitung. Nach ersten Überlegungen zur Systemarchitektur wurden Ende 2012 potentielle Softwarelösungen und Systemintegratoren ermittelt und schließlich Ausschreibungsverfahren für die Soft- und Hardware Ende 2012/Anfang 2013 durchgeführt.
Nach einem Kick-off-Meeting am 15. Januar 2013 erklärten 16 Hochschulen ihre verbindliche Teilnahme am „Sync & Share“-Konsortium. Zeitgleich wurde ein wissenschaftliches Begleitprojekt gestartet, um empirisch gestützt den Dienst hinsichtlich Features und Größe an die Bedürfnisse der Nutzer anpassen zu können. Die Ergebnisse dienten als Unterstützung eines Projektantrages, der im Mai 2013 an das Ministerium für Innovation, Wissenschaft und Forschung des Landes Nordrhein-Westfalen (MIWF) gestellt und zur Prüfung an die Deutsche Forschungsgemeinschaft (DFG) zur Begutachtung weitergegeben wurde.
Im Mai 2012 begann die Phase der Marktforschung und Produkt-Evaluation. Das Institut für Wirtschaftsinformatik der WWU begleitete das Projekt wissenschaftlich und lieferte eine Bedarfseinschätzung auf Basis einer vom ZIV durchgeführten hochschulübergreifenden Befragung mit über 10.000 Teilnehmern. Die Studie ergab ein hohes Interesse von Seiten der Studierenden und Institutsmitarbeiter. Um Speicher- und Funktionalitätsumfang des Dienstes zu bestimmen, wurden im Folgejahr weitere Studien initiiert.
Am 15. Januar 2013 fand die Gründungsveranstaltung für das Konsortium Sync & Share NRW statt. Die Konsortialführung übernahm das ZIV der Universität Münster, das für die Einführung und den Betrieb des Dienstes verantwortlich ist.
Im März 2014 entschied das Ministerium für Innovation, Forschung und Wissenschaft des Landes NRW, das Projekt mit zunächst 2,79 Millionen Euro zu fördern.
Parallel zur technischen Realisierung wurde am Zentrum für Informationsverarbeitung in Münster auch das Marketing für Sciebo durchgeführt. Um eine bessere Wiedererkennung der Marke zu erzielen, wurde für den Dienst statt „Sync & Share NRW“ der kürzere und einprägsamere Name „sciebo“ gewählt. Der grüne Elefant im Sciebo-Logo soll die Eigenschaften des Services – Größe, Belastbarkeit, Widerstandsfähigkeit –  repräsentieren. Ende 2014 wurde zur Unterstützung des PR-Teams am ZIV ein Marketing-Team aus WWU-Studenten zusammengestellt, um eine Online-Viral-Kampagne zur Einführung des Dienstes zu planen. Die zentrale Web-Präsenz des Dienstes ist seit Januar 2015 online.
Am 2. Februar 2015 wurde Sciebo an 14 Hochschulen in Nordrhein-Westfalen gestartet. Am 10. Juni 2014 gewann Sciebo den EUNIS Elite Award for Excellence. Mit dem Award werden europaweit Projekte ausgezeichnet, die sich bei der Nutzung von Informationssystemen an Hochschulen durch besondere Innovativität und Effizienz hervorheben. Der Award wurde im Rahmen des EUNIS 2015 Congress an der University of Abertay in Schottland verliehen.
Derzeit kann Sciebo an 28 Hochschulen und Forschungseinrichtungen genutzt werden.

## „Sync & Share NRW“-Konsortium
Die Struktur des „Sync & Share NRW“-Konsortiums sowie der Vertragsrahmen wurden im Zuge eines vom MIWF NRW geförderten Forschungsprojektes zur „Ausarbeitung von Vertragsmustern für hochschulübergreifende Kooperationsprojekte im IT-Bereich“ erarbeitet, das das Institut für Technologie und Medienrecht (ITM) und das ZIV gemeinsam betreuten. Die daraus entstandenen Musterverträge stehen den Hochschulen in NRW auch für andere, ähnlich geartete kooperative IT-Projekte zur Verfügung. Eine zukünftige Fortschreibung ist angedacht.

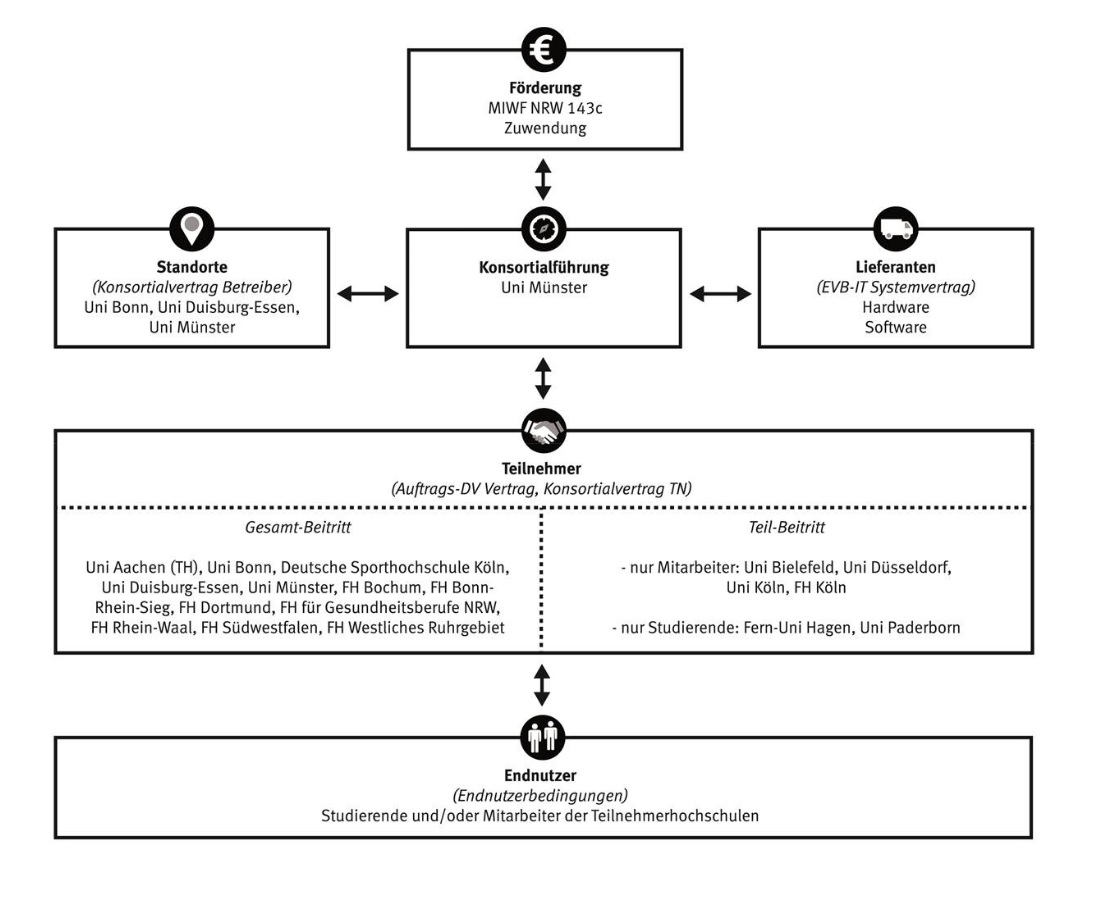
Struktur des „Sync & Share NRW“-Konsortiums

Es gibt einen Konsortialführer, das Zentrum für Informationsverarbeitung der Universität Münster(seit 2023 unter dem Namen CIT Münster), der als Antragsteller und Zuwendungsempfänger gegenüber dem MIWF NRW auftritt. Alle am Konsortium beteiligten Hochschulen sind Teilnehmer. Die drei am Betrieb beteiligten Hochschulen (die Universitäten Bonn, Duisburg-Essen und Münster) sind darüber hinaus Betreiber. Alle Rechtsgeschäfte werden durch den Konsortialführer getätigt, als Zuwendungsempfänger ist das System in seinem Eigentum und er ist für die Aufbringung des Finanzierungs-Eigenanteils verantwortlich. Er handelt für das Konsortium bei der Umsetzung des gemeinsamen Großgeräteantrags (insbesondere Beschaffung) und dem Betrieb des Systems.
Als rechtlicher Rahmen für die Speicherung von Endnutzerdaten in Sciebo wird das Instrument der Auftragsdatenverarbeitung gewählt. Entsprechend liegt die Verantwortung für die Einhaltung des Datenschutzes bei den Teilnehmerhochschulen. Diese stellen den Dienst den berechtigten Endnutzern (Mitarbeiter und/oder Studierende) zur Verfügung. Es besteht keine direkte Rechtsbeziehung zwischen Konsortialführer/Betreibern und den Endnutzern.

## Sciebo-Clouddienst

### Funktionen
Sciebo ermöglicht die automatische Synchronisation von Dateien zwischen verschiedenen Endgeräten (Infrastructure-as-a-Service). Hierdurch sind die gespeicherten Daten immer auf dem aktuellsten Stand und ohne manuellen Abgleich auf allen Geräten des Nutzers verfügbar. Für den Datenabgleich ist eine Internetverbindung notwendig. Sollte der Nutzer offline sein, werden geänderte Dateien synchronisiert, sobald die Verbindung erneut hergestellt wurde. Der Zugriff kann über ein Webinterface, über einen Desktop- oder über einen Mobile-Client erfolgen. Es können beliebig viele Geräte mit einem Sciebo-Account verbunden werden.
Jedem Nutzer stehen bei einer Registrierung 30 GB kostenloser Speicher zur Verfügung. Mitarbeiter der teilnehmenden Einrichtungen können ihren Speicherplatz auf bis zu 500 GB erweitern. Für das gemeinsame Arbeiten an Großprojekten können Sciebo-Projektboxen im Rahmen von 500 GB bis zu 5 TB an der jeweiligen Einrichtung genehmigt werden.
Standardmäßig sind alle Ordner und Dateien in Sciebo nicht öffentlich sichtbar. Andere Nutzer müssen erst zur Teilnahme eingeladen werden. Nach der Einladung werden alle Änderungen der geteilten Objekte synchronisiert. Eingeladene Mitglieder erhalten Lese- und Bearbeitungsrechte.
Seit November 2017 ist auch das simultane Bearbeiten von Dokumenten möglich.

### Lösungsarchitektur
Sciebo nutzt die Open-Source-Software ownCloud 10 Enterprise. Als WebDAV Sync-Schnittstelle kommt dabei die Open-Source Technologie sabre/dav der in Münster ansässigen fruux zum Einsatz.

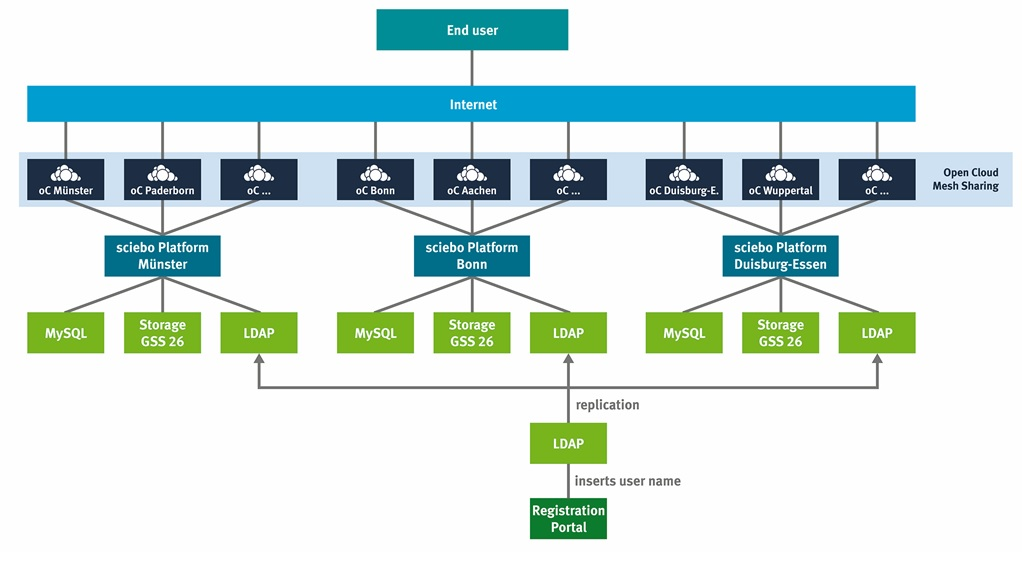
Schema des Dreistandortkonzeptes mit lokalen ownCloud-Installationen

Sciebo ist auf drei Data Center in Münster, Bonn und Essen verteilt. Insgesamt sind 16 Linux-Server mit jeweils zwei Acht-Core-CPUs und 128 GByte RAM im Einsatz. Als Storage sind drei Petabyte vorgesehen, die auf drei GSS-Storage-Systemen von IBM laufen. Damit lassen sich maximal bis zu 14 GByte pro Sekunde an Daten schreiben. Weiterhin betreibt man vier Datenbank-Server mit MySQL. Diese sind jeweils mit 800 GByte SSDs und 256 GByte RAM ausgestattet.
Es wird eine Replikation der Daten zwischen den Standorten durchgeführt, um eine hohe Datensicherheit zu erzielen. Weiterhin werden die Daten mit einem Triple-Parity-Verfahren (RAID 6+3 – also 3 Bit Paritätsinformation pro Byte anstelle 2 bei klassischem RAID 6) gespeichert. Außerdem wird eine Technik mit sehr kurzen Wiederherstellungszeiten nach dem Ausfall einer Festplatte eingesetzt (declustered RAID).

### Sicherheit
Die Datenübertragung zu den jeweiligen Endgeräten findet SSL-verschlüsselt statt, die Daten auf den Servern werden jedoch unverschlüsselt gespeichert. Auf eine Verschlüsselung auf Client-Seite wird verzichtet, um einer Einschränkung der Nutzbarkeit des Dienstes vorzubeugen. Für vollständige Sicherheit empfiehlt der Dienst, die Daten bereits vor dem Hochladen zu verschlüsseln.

### Teilnehmende Einrichtungen
Der Service steht ausschließlich Studenten und Mitarbeitern der teilnehmenden Einrichtungen zur Verfügung. Der Zugriff auf Sciebo endet nicht sofort mit dem Ende der Zugehörigkeit zur jeweiligen Einrichtung. Nach dem Ende der Zugehörigkeit wird den Endnutzern sechs Monate Kulanzfrist eingeräumt, bevor ihre Daten gelöscht werden.
Universitäten
- Bergische Universität Wuppertal
- Deutsche Sporthochschule Köln
- FernUniversität in Hagen
- Heinrich-Heine-Universität Düsseldorf
- Rheinische Friedrich-Wilhelms-Universität Bonn
- Rheinisch-Westfälische Technische Hochschule Aachen
- Ruhr-Universität Bochum
- Technische Universität Dortmund
- Universität Bielefeld
- Universität Duisburg-Essen
- Universität Paderborn
- Universität Siegen
- Universität zu Köln
- Universität Münster

Fachhochschulen
- Fachhochschule Aachen
- Fachhochschule Dortmund
- Fachhochschule Münster
- Fachhochschule Südwestfalen
- Hochschule Bochum
- Hochschule Bonn-Rhein-Sieg
- Hochschule für Gesundheit
- Hochschule Hamm-Lippstadt
- Hochschule Niederrhein
- Hochschule Rhein-Waal
- Hochschule Ruhr West
- Rheinische Fachhochschule Köln
- Technische Hochschule Köln
- Westfälische Hochschule

 Kunst- und Musikhochschulen
- Folkwang Universität der Künste
- Hochschule für Musik und Tanz Köln
- Kunstakademie Münster
- Kunstakademie Düsseldorf

Außeruniversitäre Einrichtungen
- Forschungszentrum Jülich
- Hochschulbibliothekszentrum des Landes NRW